# Bjørn Rasmussen
Bjørn Vilhelm Ravn Rasmussen (ur. 18 maja 1885 w Kopenhadze, zm. 9 sierpnia 1962 w Aarhus) – duński piłkarz występujący podczas kariery na pozycji napastnika.
Srebrny medalista z Letnich Igrzysk Olimpijskich 1908 w Londynie. Razem z kolegami dopiero w finale ulegli Wielkiej Brytanii.
Całą swoją karierę spędził w Kjøbenhavns Boldklub.